# Conflito iraniano-saudita
Conflito por procuração entre a Arábia Saudita e o Irã ou conflito iraniano-saudita refere-se as disputas estratégicas e conflitos indiretos entre a Arábia Saudita e o Irã pela influência desses países no Oriente Médio. A tensão nas relações de ambos ocorre devido a todo um conjunto de contradições entre eles nas áreas de religião, política e economia. O conflito por procuração também tem sido referido como a Guerra Fria do Oriente Médio.
Ambos os países estão envolvidos em uma guerra por procuração, proporcionando graus variados de apoio aos lados opostos em conflitos regionais, especialmente na Guerra Civil Síria, na Guerra Civil Iemenita e na Guerra Civil Iraquiana, bem como na Ásia Central  e sul da Ásia.
O conflito entre Irã e Arábia Saudita está ligado a diversos níveis, sendo mais notável a rivalidade religiosa histórica dos ramos sunitas e xiitas do Islã, bem como a atual competição geopolítica pela hegemonia no Oriente Médio e a rivalidade econômica sobre o controle dos mercados de petróleo.

## Contexto
O conflito por procuração remonta a Revolução Iraniana, onde o Irã se tornou uma república islâmica. Os revolucionários islâmicos iranianos clamavam especificamente pela derrubada das monarquias da região e a sua substituição por repúblicas islâmicas,  o que alarmou seus vizinhos árabes sunitas como o Iraque, Arábia Saudita, Kuwait, e os outros Estados do Golfo Pérsico – a maioria dos quais eram monarquias e todos possuíam populações xiitas consideráveis. Os insurgentes islamistas surgiriam e se rebelariam na Arábia Saudita (1979), no Egito (1981), na Síria (1982) e no Líbano (1983).
Antes da revolução iraniana, os dois países constituíram a política da Doutrina Nixon do "pilar duplo" no Oriente Médio. As monarquias, particularmente o Irã, se aliaram com os Estados Unidos para garantir a estabilidade na região do Golfo e agir como um baluarte contra a influência soviética durante a Guerra Fria Árabe. A aliança agiu como uma influência moderadora sobre a rivalidade saudita-iraniana. Já nessa época, o Reino da Arábia Saudita tinha a riqueza petrolífera e o prestígio como a terra de Meca e Medina, as duas cidades sagradas do Islã. Ao utilizar o Islã, a Arábia Saudita patrocinou uma conferência islâmica internacional em Meca, em 1962. Criou a Liga Muçulmana Mundial, dedicada a difundir o Islã e promover a solidariedade islâmica. A Liga foi "extremamente eficaz" na promoção do Islã, particularmente do Islã wahabista conservador no mundo muçulmano. A Arábia Saudita também liderou a criação da Organização para a Cooperação Islâmica em 1969.
Em 1980, o regime de Saddam Hussein do vizinho Iraque, de caráter nacionalista árabe e dominado pelos muçulmanos sunitas,  tentou tirar proveito do caos revolucionário e destruir a revolução em sua fase inicial. Temendo uma potencial onda revolucionária que poderia ameaçar a estabilidade do Iraque, Hussein lançou uma invasão em 20 de setembro, provocando a Guerra Irã-Iraque, que durou oito anos e matou centenas de milhares de pessoas. Durante a guerra, o Iraque foi apoiado por muitos países, incluindo Egito, Jordânia, Kuwait, Catar, Arábia Saudita e Emirados Árabes Unidos, que forneceram ajuda, seja financeira ou militar, para o Iraque para impedir o Irã de exportar sua "revolução islâmica". Além da Guerra Irã-Iraque, o Irã e a Arábia Saudita se engajaram em uma rivalidade tensa, apoiando diferentes grupos armados na Guerra Civil Libanesa, na Guerra Soviético-Afegã e em outros conflitos. Após a Guerra Fria, o Irã e a Arábia Saudita continuaram a apoiar diferentes grupos e organizações entre linhas sectárias, como no Iraque e no Iêmen.
Durante a Primavera Árabe, a Arábia Saudita solicitou a formação de uma União do Golfo para aprofundar os laços entre os Estados membros do Conselho de Cooperação do Golfo (CCG). A proposta refletia a preocupação do governo saudita com a prevenção de potenciais levantes por minorias marginalizadas nas monarquias do Golfo, bem como a sua rivalidade regional com o Irã. A união teria centralizado influência saudita na região, dando-lhe maior controle sobre questões militares, econômicas e políticas que afetam os Estados membros. Com exceção do Barém, outros membros rejeitaram a federação proposta, com Omã, Catar, Quaite e Emirados Árabes Unidos cautelosos com a criação de uma posição dominante saudita.
Devido à importância decrescente do conflito israelense-palestino e as tensões mútuas com o Irã, Estados do Conselho de Cooperação do Golfo têm procurado reforçar a cooperação econômica e de segurança com Israel, que está envolvido em seu próprio conflito por procuração com o Irã.

## Principais eventos
- Massacre de Meca: Em 31 de julho de 1987, as autoridades sauditas reprimiram uma manifestação maciça antiamericana e anti-israelense de peregrinos iranianos em Meca. Durante os motins morreram 400 peregrinos, sendo que 275 deles eram iranianos. Em resposta, grupos de manifestantes invadiram a embaixada saudita em Teerã e mantiveram a equipe diplomática como refém. Um dos funcionários sauditas morreu e em abril de 1988, a Arábia Saudita romperia relações diplomáticas com o Irã pela primeira vez.[23]
- Programa nuclear iraniano: A Arábia Saudita apoia as sanções políticas e econômicas contra o Irã por seu programa nuclear e demonstrou desagrado pelo acordo 5 + 1 entre as potências ocidentais, a Rússia e o Irã, que encerrou este impasse de 15 anos.
- Intervenção militar saudita na rebelião no Barém: Em 14 de março de 2011, as autoridades do Barém solicitaram ajuda a aliança militar Força do Escudo da Península, onde a Arábia Saudita é o principal líder, e reprimiram os protestos da oposição bareinita com a entrada de mais de mil soldados sauditas.[24][25] O Irã não ficaria indiferente a esta intervenção e a considerou inaceitável.[25]
- Guerra Civil Síria: Apoio militar e financeiro saudita para a oposição síria na guerra civil, enquanto que o Irã apoia militarmente o regime de Bashar al-Assad que é um aliado valioso para o Irã na região.
- Guerra Civil Iemenita: Apoio militar e financeiro iraniano para os rebeldes houthis no Iêmen (embora este negue), enquanto os sauditas efetuam uma intervenção militar em favor do governo iemenita na guerra civil. Os houthis se rebelaram e tomaram partes do Iêmen, incluindo a capital Saná, e forçaram o governo iemenita a exilar-se em 2015. A interferência do Irã nos problemas do Iêmen é uma grande preocupação para Riade e por isso a coalizão liderada pela Arábia Saudita tem combatido os rebeldes por meio de uma intervenção militar no país.[26]
- Tumultos em Meca de 2015: O governo e as autoridades religiosas do Irã criticaram os sauditas pela má gestão da peregrinação anual do Hajj, onde 464 cidadãos iranianos morreram, e ameaçaram levar a questão aos tribunais internacionais em uma reação feroz..[27][28] Em Teerã ocorreram protestos devido aos acontecimentos, o que aumentaria essa rivalidade política.[29][30]
- Iraque: A Arábia Saudita e outras monarquias do Golfo apoiaram Saddam Hussein durante a guerra Irã-Iraque, entre 1980 e 1988, e sofreriam ataques pelo Irã em sua frota marinha. As relações diplomáticas entre Irã e Arábia Saudita foram suspensas por três anos após a guerra. Desde a queda de Saddam Hussein, devido à Guerra do Iraque, o Governo do Iraque de maioria xiita tornou-se um importante aliado do Irã na região.[31]
- Execução do clérigo Nimr Baqr al-Nimr: A morte por execução do clérigo xiita Nimr al Nimr na Arábia Saudita, acusado de "terrorismo" por inspirar uma revolta em 2011, causou uma onda de indignação entre os xiitas na região.[32][33] Nimr foi uma das 47 pessoas executadas após ser declarado culpado pelas autoridades sauditas por infrações relacionadas com terrorismo; sua luta era contra a discriminação sofrida por esta comunidade pelos sunitas que lideram o país saudita.[34] Após tomar conhecimento da sua execução, as autoridades religiosas e políticas iranianas condenaram a ação, centenas de manifestantes atiraram bombas incendiárias e atacaram a embaixada saudita em Teerã. O que levaria esses países a romperem relações diplomáticas.[35][36]
- Ataque com mísseis na embaixada iraniana em Saná: O regime iraniano informou que, no início de janeiro, a Força Aérea Real Saudita atacou com mísseis sua embaixada em Saná e que vários guardas da embaixada ficaram feridos  e três morreram neste ataque.[37][38][39]